# Astragalomyia buzaczensis
Astragalomyia buzaczensis är en tvåvingeart som beskrevs av Fedotova 1993. Astragalomyia buzaczensis ingår i släktet Astragalomyia och familjen gallmyggor.
Artens utbredningsområde är Kazakstan. Inga underarter finns listade i Catalogue of Life.